# فيودور سولوغوب
فيودور سولوغوب (اسمه عند الولادة: فيودور كوزميك تترنيكوف)، ويُعرف باسم ثيودور سولوغوب (1 مارس (أو 17 فبراير) 1863- 5 ديسمبر 1927) كان شاعرًا رمزيًا، وروائيًا، وكاتب مسرحيات ومقالات روسي. كان أول كاتب يقدم العناصر والخواص المرضية والمتشائمة لأدب وفلسفة نهاية القرن الأوروبي إلى الرواية الروسية.

## النشأة
عام 1892، تمكن أخيرًا من الاستقرار في العاصمة، حيث حصل على وظيفة كمدرس للرياضيات وبدأ بكتابة روايته الأشهر الشيطان التافه (The Petty Demon)، وبدأ يتردد على مكاتب سيفيرني فيستيك، التي نشرت العديد من كتاباته في السنوات الخمسة اللاحقة. عام 1893، اقترح مينسكي الذي اعتقد أن تترنيكوف مؤلفًا لا يكتب الشعر، أن ينشر كتاباته باسم مستعار، واختير اسم سولوغوب الأرستقراطي، ولكن تم حذف حرف (لام) واحد في محاولة (اتضح أنها عقيمة) لمنع التشابه مع الكونت فلاديمير سوللوغوب. عام 1894، نُشرت قصته القصيرة الأولى «نينوتشكينا أوشيبكا» (خطأ نينوتشكا)، وتوفيت أمه في خريف تلك السنة. عام 1896، نشر كتبه الثلاثة الأولى: كتاب قصائد، ومجموعة من القصص القصيرة، وروايته الأولى (أحلام سيئة)، التي بدأ كتابتها عام 1883، والتي تُعتبر إحدى أول الروايات الروسية المنحلة.

## مهنته الأدبية المبكرة
في شهر أبريل من عام 1897، أنهى تعاونه مع سيفيرني فيستنيك، وبدأ مع ميريزكوفسكي وغيبيوس الكتابة في صحيفة (الشمال). في السنة التالية، نشر أول سلسلة من قصص الجنيات. عام 1899، عُين مديرًا لمدرسة أندريفسكو المحلية، وانتقل للعيش في مقرها على جزيرة فاسيليفسكي، وأصبح عضوًا في قنصلية مدرسة مقاطعة سان بطرسبرغ. واصل نشر الكتب الشعرية، وفي عام 1902، أنهى كتاب الشيطان التافه، الذي نُشر بشكل جزئي على شكل حلقات بدءًا من عام 1905 (في فوبروسي زيزني التي تم إنهاؤها قبل الحلقة الأخيرة). في تلك الأثناء، جذبت مجموعة «ساندايز»، وهي مجموعة أدبية كانت تجتمع في منزله، الشعراء والفنانين، والممثلين، من بينهم أليكساندر بلوك، وميخائيل كوزمين، وأليكسي ريمينزوف، وسيرجي غوروديتسكي، وفياتشيسلاف إيفانوف، وليون باكست، ومستيسلاف دوبوزينسكي، وسيرجي أوسليندر. كتب عنه تيفي في تلك الفترة قائلًا:
كان وجهه شاحبًا، طويلًا، وله حاجبان بلون فاتح جدًا، وكان لديه ثؤلول كبير بجانب أنفه، ولحية خفيفة محمرة تبدو كأنها تنسحب من خديه النحيلين، باهت بعينين نصف مغمضتين. كان وجهه يبدو كأنه متعب دومًا، وضجرًا دومًا... كان أحيانًا يغلق عينيه ويبقى هكذا لبضعة دقائق عندما يكون ضيفًا على مائدة أحد ما، كما لو أنه نسي أن يفتحهما. لم يضحك أبدًا، عاش سولوغوب على جزيرة فاسيليفسكي في الشقة الرسمية الصغيرة للمدرسة المحلية التي كان يعمل فيها كأستاذ ومراقب. عاش مع أخته، وهي سيدة عجوز ذات ثديين صغيرين جدًا ومصابة بالسل. كانت هادئة وخجولة، أحبت أخاها جدًا وكانت تخاف منه، وتحدثت عنه همسًا فقط. قال في إحدى قصائده: «كنا طفلين فقيرين، أختي وأنا»، كانا فقيران جدًا، ويحلمان بأن يعطيهما أحد «أصدافًا بألوان براقة». قضيا أيام شبابهما الصعبة بحزن وكآبة. كانت أخته المصابة بالسل، والتي لم يعطها أحد أصدافًا ملونة، تذبل. أما هو، فأرهقه عمله الممل كمدرس. كان يغتنم الفرصة ليكتب ليلًا، ولطالما أتعبه ضجيج طلابه...
عاش سولوغوب في شقته الرسمية الصغيرة وكان لديه مصابيح طاولات للقراءة، وكان يقدم لضيوفه كعكة النعناع، والسينامون، والباستيلا، وكعك العسل، الذي كانت أخته تعبر النهر على متن ترام تجره الخيول لتجلبه. قالت لنا بشكل خاص «كنت أحب أن أركب على ظهر الترام أحيانًا، لكن أخي لم يسمح لي بذلك، وكان يقول بأنه أمر غير لائق بالنسبة إلى سيدة» كانت تلك الليالي التي اجتمع فيها أصدقاؤه المقربين من الوسط الأدبي في شقته الصغيرة مثيرة جدًا للاهتمام».

## شهرته وزواجه
في فترة ثورة عام 1905، كانت قصصه القصيرة السياسية النقدية مشهورة جدًا، وجُمعت في كتاب عام 1906. نُشر كتاب الشيطان التافه في إصدار مستقل عام 1907 وانتشر بسرعة، وطُبع منه عشرة إصدارات أثناء حياة مؤلفه. كان لعمل سولوغوب النثري الرئيسي الثاني، أسطورة مُبتَكَرة (1905- 1913) (وتعني حرفيًا «الأسطورة قيد الصنع» وهي ثلاثية تتألف من قطرات الدم، وملكة كورتودا، ودخان ورماد) العديد من الخصائص نفسها، ولكنها قدمت وصفًا أكثر إيجابية وتفاؤلًا للعالم. «تبدأ بالإيضاح الشهير أنه رغم كون الحياة قاسية...وقابعة في الظلام، وكئيبة ورتيبة، يبتكر الكاتب منها أسطورة جميلة...أسطورتي السارَّة والجميلة».
شغله مرض أخته بالسل عن الفرح بنجاحه الأدبي المتزايد. عام 1906، سافر معها لتتلقى العلاج في منطقة أوفا، وفي يونيو من عام 1907، اصطحبها إلى فنلندا حيث ماتت في 28 يونيو. عاد إلى سان بطرسبرغ في الشهر التالي وتقاعد بعد 25 سنة من التدريس. في خريف عام 1908، تزوج المترجمة أنستازيا تشيبوتاريفسكايا (وُلدت عام 1876)، التي قابلها في شقة فياتشيزلاف إيفانوف قبل ثلاث سنوات. كتب تيفي أنها «غيرت شكل حياته اليومية بطريقة جديدة وغير ضرورية. استأجر شقة كبيرة جديدة، واشترى كراسي صغيرة مذهبة. ولسبب ما أعيد تزيين جدران المكتب الكبير البارد برسومات لليدا رسمها رسامون متعددون...وحلت اجتماعات صاخبة محل الأحاديث الهادئة وتضمنت رقصات وأقنعة. حلق سولوغوف شاربه ولحيته، وبدأ الجميع يقولون أنه يشبه الرومان في فترة التراجع». واصل نشر القصائد، والمسرحيات، والترجمات، وسافر في العام التالي خارج البلاد لأول مرة، ليزور فرنسا مع زوجته، وفي شهر سبتمبر نُشرت نسخة من الشيطان التافه على شكل مسرحية.
بين عامي 1909 و1911، نُشرت الأعمال الكاملة لفيودور سولوغوب في 12 مجلدًا، وفي عام 1911 ظهرت مجموعة من الأعمال النقدية تحتوي على أكثر من 30 مقالة، وملاحظة، ومراجعة نقدية كتبها كتاب مشهورون. عام 1913، ألقى محاضرة بعنون «فن هذه الأيام» لقيت نجاحًا كبيرًا في سان بطرسبرغ، وألقاها في جولة في جميع أنحاء روسيا. عام 1914، أطلق مجلة تُدعى (مجلة الكتَّاب)، وسافر مع زوجته، ولكن أنهى اندلاع الحرب العالمية الأولى هذه المجلة. عام 1915، نُشرت مجموعتان من قصصه وحكاياته باللغة الإنجليزية، وفي عام 1916، تُرجم الشيطان التافه بوساطة جون كورنوس.
واصل سولوغوب جولاته وإلقاء المحاضرات، وفي عام 1917، استقبل ثورة فبراير برحابة صدر. أثناء الصيف، ذهب إلى اتحاد الفنانين في سويوز وكتب مقالات مناهضة للبلشفية. وعارض ثورة أكتوبر ولكنه بقي في بيتروغراد وساهم في صحف الاستقلال حتى إنهاءها. عام 1918، تحدث بالنيابة عن اتحاد الفنانين، ونشر الفراشة العمياء، وهي مجموعة من القصص القصيرة الجديدة، وقدم مسرحية في يالطا، وانضم إلى اتحاد بطرسبرغ للصحفيين. لكن مع نهاية العام، بسبب تحكم البلشفية بالنشر وبيع الكتب، لم يتمكن من نشر كتاباته. كتب ليف كلينبورت في تلك الفترة قائلًا: «لم يلقِ سولوغوب المحاضرات، ولكنه كسب رزقه من بيع أغراضه».

## روابط خارجية
- فيودور سولوغوب على موقع IMDb (الإنجليزية)
- فيودور سولوغوب على موقع الموسوعة البريطانية (الإنجليزية)
- فيودور سولوغوب على موقع ميوزك برينز (الإنجليزية)
- فيودور سولوغوب على موقع قاعدة بيانات برودواي على الإنترنت (الإنجليزية)